# Paulin Bruné
Paulin Bruné, né le 24 juillet 1946 à Cayenne (Guyane), est un homme politique français.

## Détail des mandats
Mandats parlementaires
- 1986 : Député européen
- 1986-1988 : Député de la Guyane